# 8기통 수평 엔진
8기통 수평 엔진(영어: Flat-eight engine)은 중앙 크랭크축의 각 측면에 4개의 실린더가 있는 다기통 엔진이다.
각 쌍의 대향 실린더가 동시에 안쪽과 바깥쪽으로 움직이는 박서 구성을 사용하는 8기통 수평 엔진을 박서 8 엔진이라고 한다.
8기통 수평 엔진은 V8 엔진보다 덜 일반적이지만 1960년대까지 다양한 포르쉐 사의 레이싱 카를 포함하여 몇몇 자동차 또는 항공기 및 선박 엔진으로 사용되었다.

## 디자인
F8 엔진의 장점은 최소 길이와 낮은 질량 중심이다. 하지만 V8 또는 8기통 직렬 엔진에 비해 너비가 더 크다는 단점이 존재한다. 8기통 수평 엔진은 완벽한 1차 균형과 2차 균형을 가질 수 있다.
박서-8 엔진은 크랭크 핀당 하나의 피스톤을 가지고 있어 실린더 뱅크 사이의 오프셋을 증가시킨다. 9개의 메인 베어링이 있는 박서-에이트는 크랭크 샤프트 사이에 90° 위상 각으로 종단간에 놓인 두 개의 박서-4 엔진으로 생각할 수 있다.
또는 두 개의 반대쪽 뱅크의 해당 피스톤이 크랭크 샤프트 저널을 공유하는 플랫 8 엔진을 종종 "180도 V 엔진"이라고 한다. 이 설계에 대한 한 가지 가능한 구성은 2면 크랭크 샤프트를 사용하는 것이다. 또 다른 구성은 두 개의 중앙 크랭크 핀이 반대 위치에 있는 동안 앞뒤 크랭크 핀이 동일한 위치에 있는 180° 단일 평면 크랭크 축을 사용하는 것이다.

## 자동차에서의 사용
최초의 플랫 8 엔진 중 하나는 1904년 Buffum 모델 G 그레이하운드 레이싱 카에 사용되었으며, Buffum의 기존 4기통 수평 엔진 중 2개를 결합한 엔진을 사용했다.모델 G는 미국에서 제작되었으며 8기통 직렬 엔진을 사용하는 Winton Motor Carriage Company Bullet No. 2의 출시 1년 후에 소개되었다. 비슷한 시기에 최초의 V8 엔진이 유럽에 등장하기 시작했다.
몇몇 레이싱 카는 2개의 인라인-4 엔진과 커스텀 크랭크 샤프트를 기반으로 하는 맞춤형 8개 엔진을 사용했다.  Humber 9/20 엔진 2 개를 사용하여 스코틀랜드에서 제작 된 1928 Anderson Specials Number 2가 맞춤형 8개 엔진을 사용했다.이 차는 켈빈그로브 미술관 및 박물관에 전시되어 있다.또 다른 예는 미국에서 Bruce Crower가 사용했던 1977 이글 72 섀시다. 이 엔진은 두 개의 쉐보레 Cosworth Vega 엔진의 실린더 헤드를 사용했다.1969년에 레이싱 드라이버 Emerson Fittipaldi가 Thousand Miles of Guanabara 내구 레이스에서 경쟁 할 수 있도록 일회용 엔진이 제작되었다.이 플랫-8 엔진은 탄성 개스킷이있는 1.3L 폭스바겐 플랫 4 크랭크 케이스 2개를 결합하고 2개의 크랭크 샤프트를 함께 연결하여 만들어졌다. 1970년대 초에 Fittipaldi의 레이싱 카를 위해 유사한 폭스바겐 기반 엔진 몇 개가 제작되었다.

### 포르쉐

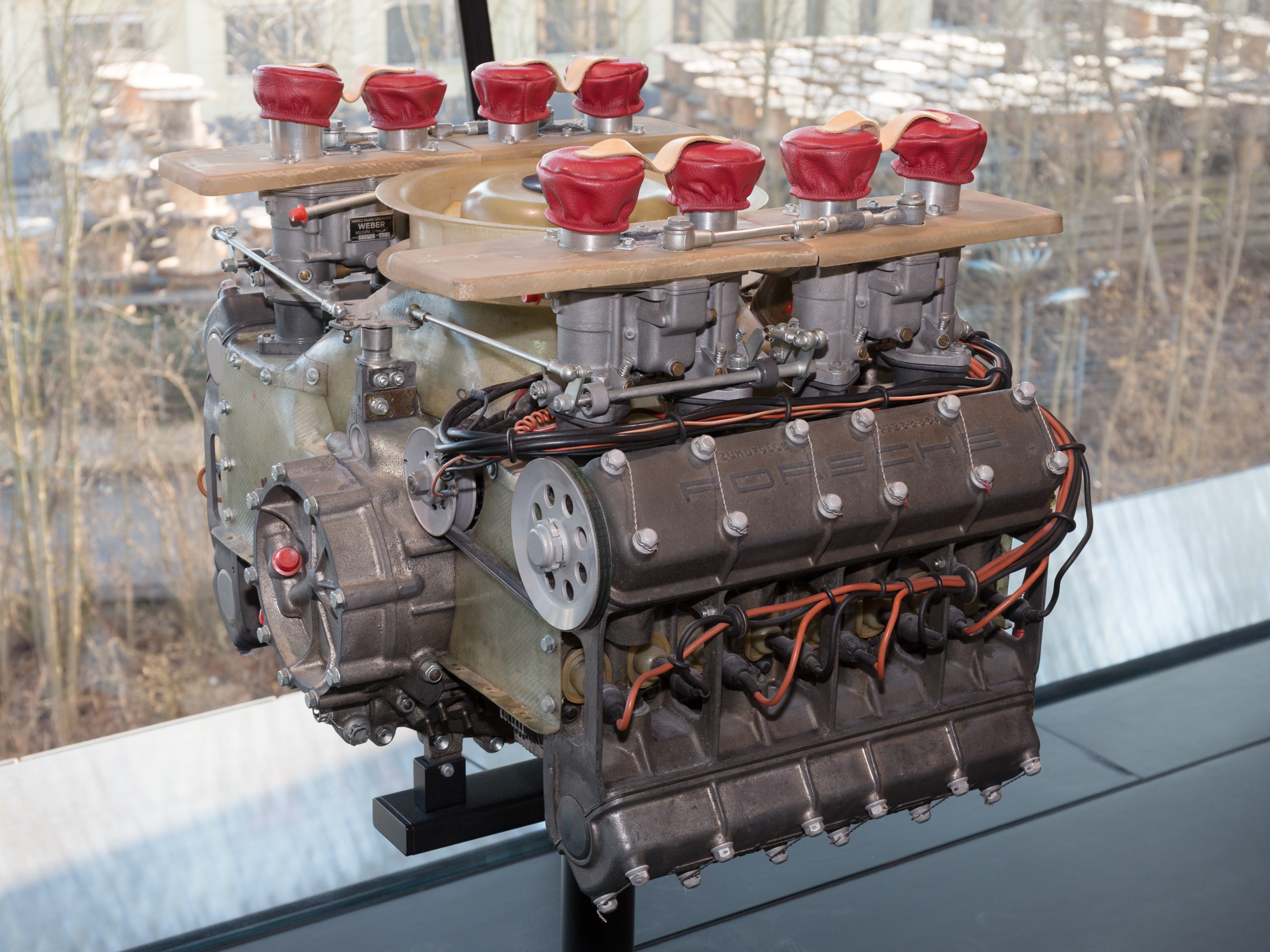
포르쉐 771 엔진

포르쉐는 1960년대 다양한 레이싱 카에 플랫 8 엔진을 사용했다.
최초의 포르쉐 플랫-8는 타입 753이었다. 1960년에 1961년 포뮬러 원 시즌에 1.5 L (92 cu in) 배기량 제한이 발표 된 후 작업이 시작되었다. Hans Mezger와 Hans Honich가 설계한 이 엔진에는 샤프트 구동 이중 오버 헤드 캠축, 2피스 마그네슘 크랭크 케이스 주조, 8개의 개별 핀 실린더 배럴, 9개의 메인 베어링으로 작동하는 솔리드 크랭크 축 및 루카스 전자 점화가 포함된다.1962년 네덜란드 포뮬러 원 그랑프리에서 데뷔 한 Type 753의 버전은 138 kW (185 hp)를 생산했다.1962년 프랑스 그랑프리에서 타입 753 엔진은 Dan Gurney가 운전하는 804에서 포르쉐의 유일한 F1 레이스 우승을 생성했다. 753은 또한 1세대 포르쉐 911에 사용된 F6 엔진의 디자인에 영향을 미쳤다.
타입 771로 명명된 2.0 L (122 cu in) 버전의 포르쉐 F8는 Type 753과 함께 개발되었다.이 엔진은 스포츠카 및 내구 경주용으로 사용되었으며 포르쉐 718 W-RS, 포르쉐 904/8,포르쉐 906,포르쉐 907, 포르쉐 909 및 포르쉐 910 경주용 자동차 1962년과 1968년 사이. 타입 771의 버전은 2.2 l (134 cu in)은 타입 771/1로 지정되었다.
1968년, 타입 908이라는 새로운 F8 엔진이 그룹 6 프로토타입 스포츠카 카테고리에서 경쟁한 포르쉐 908에 도입되었다. 타입 908은 타입 771을 기반으로 하지 않고 대신 2개의 추가 실린더가 있는 타입 916 F6 경주용 6기통 엔진이다.포르쉐는 또한 2대의 포르쉐 914/8 미드 엔진 로드 카에 타입 908 엔진을 설치했다. 첫 번째는 레이싱 부서장이 만든 컨셉 스터디였고, 두 번째는 회사 회장을 위한 환갑 선물로 지어졌다.
포르쉐는 F8 엔진을 장착한 로드카를 생산하지 않았지만 1960년대 후반과 1970년대 초반에 이러한 엔진의 프로토타입이 제작되었다. 이 기간 동안 포르쉐는 폭스바겐의 의뢰를 받아 폭스바겐 비틀을 대체하는 "프로젝트 EA266"을 개발했다.프로젝트 EA266은 수냉식 4기통 직렬 엔진에 의해 구동되었으며, 실린더는 수평 방향으로 향한 뒷좌석 조수석 아래에 세로로 장착되었다. 포르쉐는 "Typ 1966"이라고 불리는 포르쉐 911의 미드 엔진 교체용 기반으로 Project EA266 섀시를 사용하여 조사했다.Typ 1966년 개발 프로세스의 일부로 프로토타입 수냉식 F8 엔진이 제작되었다.그러나 프로젝트 EA266은 폭스바겐에 의해 취소되었으며 프로토타입 플랫-8 엔진을 포함하여 Typ 1966과 관련된 모든 자료가 파괴되었다.

## 항공기에서 사용

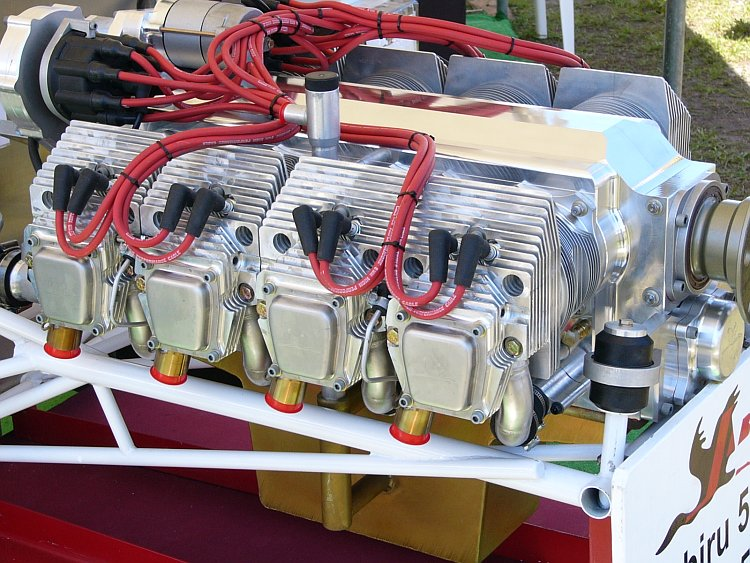
abiru 5100 에어크래프트 엔진

수년에 걸쳐 여러 F8 항공기 엔진이 생산되었다.
- 1961년~현재 Lycoming IO-720. 공냉식, 11.8 L (722 cu in)
- 1969년~1975년 컨티넨탈 티아라 8-380 (O-540) 및 T8-450 (O-540). 공냉식, 8.9 L (541 cu in)
- 1997년~200?년 Jabiru 5100. 공랭식, 5.1 L (310 cu in)[22]
- 2013년~???? 엔지니어드 추진 시스템 비전 350. 터보 디젤, 수냉, 4.4 L (269 cu in)[23][24]

## 선박에서의 사용
F8 엔진은 선박 분야에서 거의 사용되지 않으며 1957 Fageol VIP 88 선외 엔진은 생산 엔진의 드문 예다. VIP 88은 공통 크랭크 축에 결합 된 두 개의 0.7L (44 cu in) Crosley 엔진 블록으로 구성되었다.
또 다른 선박용 엔진은 1928년에 제작되어 레이싱 보트 Miss Rioco III에 사용된 일회용 밀러 148 선박용 엔진이었다. 밀러 148은 이중 오버 헤드 캠축과 2.4 L (148 cu in)의 변위를 가졌다.

## 같이 보기
- V8 엔진